# Santxolopeztegi
Santxolopeztegi es una entidad de población española del municipio de Oñate, perteneciente a la provincia de Guipúzcoa, en la comunidad autónoma del País Vasco. En 2022, tenía empadronados 45 habitantes.

## Toponimia
El lugar puede aparecer referido como «Santxolopeztegi», «Santxolopetegi», «Sancholopeztegui» y «Sancholopetegui».